# プラチナムベスト L⇔R
「プラチナムベストL⇔R -One of a Kind-」（プラチナムベスト エル・アール　ワン・オブ・ア・カインド）は、2015年6月17日にポニーキャニオンから発売されたL⇔Rのベスト・アルバム。

## 概要
本作はポニーキャニオン在籍の間にリリースされた全シングル曲とアルバム曲の中から収録されたベスト・アルバムとなっている。
同社の「プラチナムベスト」シリーズの一環として、全曲リマスタリング、UHQCD仕様でリリースされた。

## 収録曲
- 全作詞・作曲：黒沢健一（特記以外）

1. REMEMBER
5thシングル（1994年7月21日発売）
オリコンシングルチャート最高42位
2. STAND
作詞：黒沢健一・黒沢秀樹
13thシングル（1997年3月19日発売）
オリコンシングルチャート最高26位
3. GAME
10thシングル（1996年1月19日発売）
オリコンシングルチャート最高10位
4. KNOCKIN' ON YOUR DOOR
7thシングル（1995年5月3日発売）
オリコンシングルチャート最高1位
5. NICE TO MEET YOU
11thシングル（1996年6月21日発売）
オリコンシングルチャート最高14位
6. IT'S ONLY A LOVE SONG
作曲：黒沢秀樹・黒沢健一
7thアルバム『LACK OF REASON』（1994年10月21日発売）収録
7. LIME LIGHT
8thアルバム『Let me Roll it!』（1995年12月16日発売）収録
8. HANGIN' AROUND
作詞・作曲：木下裕晴
8thアルバム『Let me Roll it!』収録
9. アイネ・クライネ・ナハト・ミュージック
12thシングル(1997年2月19日発売)
オリコンシングルチャート最高27位
10. SOCITEY'S LOVE
7thアルバム『LACK OF REASON』収録
11. 直線サイクリング
9thアルバム『Doubt』（1997年4月16日発売）収録
12. BYE
8thシングル（1995年10月20日発売）
オリコンシングルチャート最高6位
13. 雲
作詞・作曲：木下裕晴
9thアルバム『Doubt』収録
14. DAYS (Alternate Mix)
ベスト・アルバム『Singles & More Vol.2』（1997年12月3日発売）収録のバージョン。
原曲は8thアルバム『Let me Roll it!』に収録されている。
15. FLYING
作詞・作曲：黒沢秀樹
9thアルバム『Doubt』収録
16. HELLO, IT'S ME
6thシングル（1994年10月21日発売）
オリコンシングルチャート最高10位
17. DAY BY DAY
9thシングル（1995年11月17日発売）
オリコンシングルチャート最高15位
18. ブルーを撃ち抜いて
9thアルバム『Doubt』収録曲
19. 君に虹が降りた （RAINDROP TRACES）
特に表記はないが、ライブ・アルバム『LIVE RECORDINGS 1994-1997』（1997年9月19日発売）に収録された1995年1月10日に行われた渋谷公会堂でのライブ音源である。
原曲は3rdシングル「恋のタンリングダウン」に収録されている。